# آشیل فراشینی
آشیل فراشینی (انگلیسی: Achille Fraschini؛ زادهٔ ۷ آوریل ۱۹۳۶) بازیکن فوتبال اهل ایتالیا است.
از باشگاه‌هایی که در آن بازی کرده‌است می‌توان به باشگاه فوتبال اینتر میلان، باشگاه فوتبال هلاس ورونا، باشگاه فوتبال مسینا، باشگاه فوتبال برشا، باشگاه فوتبال پادوا، باشگاه فوتبال مونتسا، باشگاه فوتبال ویچنزا، و باشگاه فوتبال ناپولی اشاره کرد.